# دوري قرغيزستان لكرة القدم 1992
دوري قيرغيزستان لكرة القدم 1992 هو الموسم 1 من دوري قيرغيزستان لكرة القدم. فاز فيه FC Alga Bishkek ‏.